# Stonehaven (Regno Unito)

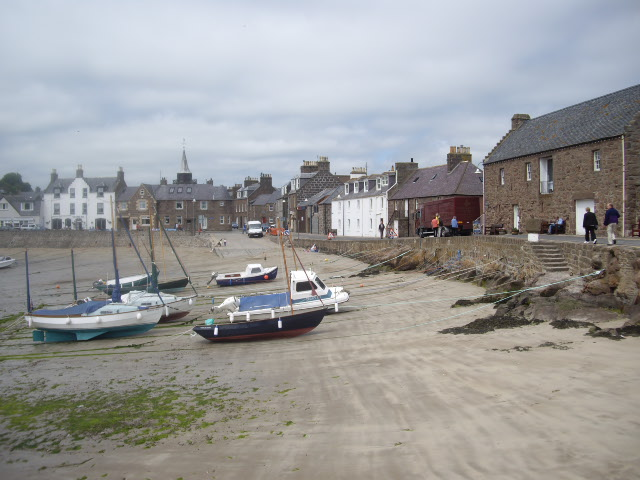
La spiaggia del porto di Stonehaven

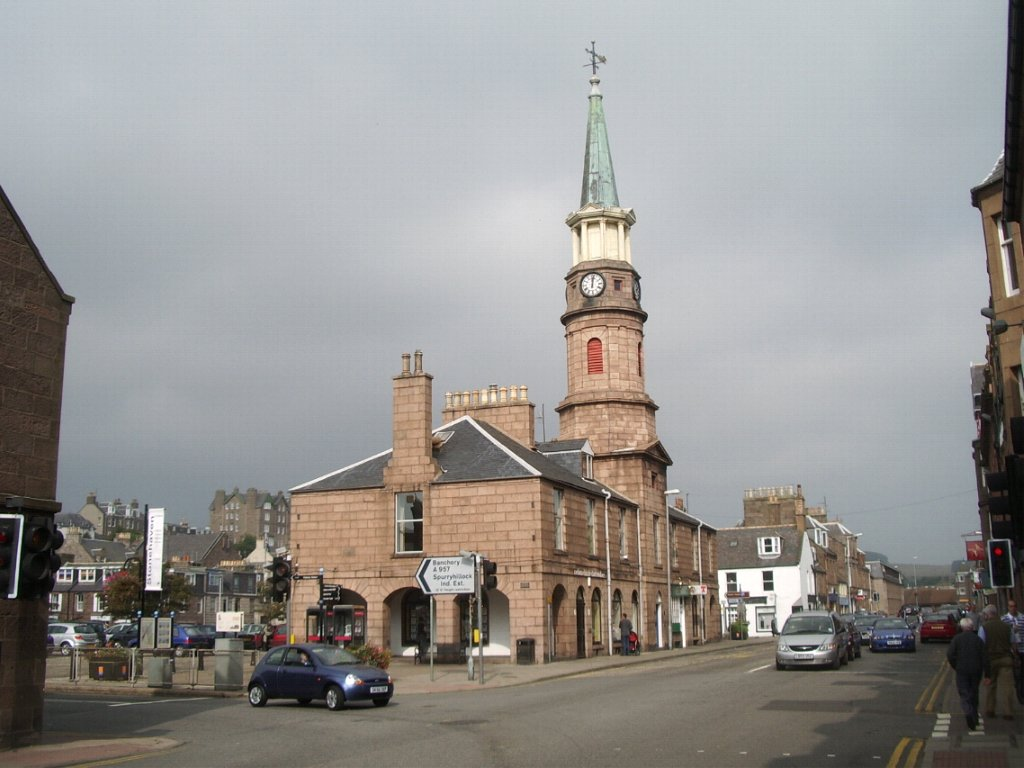
La piazza principale di Stonehaven

Stonehaven (in gaelico scozzese: Cala na Creige; in Scots: Steenhive o Steinhyve; 10 000 ab. ca.), è una località sul Mare del Nord della Scozia nord-orientale, facente parte dell'area amministrativa dell'Aberdeenshire (contea tradizionale: Kincardineshire).
La località si sviluppò attorno al suo porto sulla Baia di Stonehaven.

## Geografia fisica
Stonehaven si trova a circa metà strada tra Aberdeen ed Inverbervie (rispettivamente a sud della prima e a nord della seconda), a circa 80 km a nord di Dundee.

## Monumenti e luoghi d'interesse

### Architetture civili

#### Municipio
L’ex municipio di Stonehaven è un edificio risalente al 1790.

#### Toolboth
Nella zona del porto si trova il Toolboth, un ex-granaio ora convertito in museo.

#### Castello di Dunnottar
Nei dintorni di Stonehaven, nella località di Dunnottar,  si trova il Castello di Dunnottar, un castello in rovina situato su uno sperone roccioso a picco sul mare, la cui forma attuale si fa risalire al XV secolo-XVI secolo, ma su un sito le cui origini risalgono probabilmente già al V secolo.
|  |  |

## Società

### Evoluzione demografica
Al censimento del 2001,Stonehaven contava una popolazione pari a 9 577 abitanti.